# Hendrik Dirk Kruseman van Elten

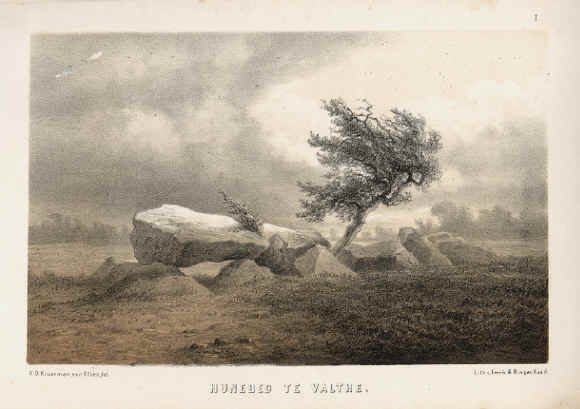
Hunebed te Valthe

Hendrik Dirk Kruseman van Elten (Alkmaar, 14 de novembro de 1829 - Paris, 12 de julho de 1904] foi um pintor, litógrafo e desenhista holandês.
Estudou em Haarlem, e con Cornelis Lieste, e depois na Alemanha, Suíça, Tirol, Bruxelas e Amsterdã. Em 1865 mudou-se para Nova Iorque, de 1870 a 1873 retornou para Europa e em 1883 foi eleito membro da Academia Nacional de Desenho..